# Chris Moneymaker
Chris Moneymaker (Atlanta, 21 november 1975) is een professionele pokerspeler uit de Verenigde Staten. In 2003 werd hij wereldkampioen door het Main Event van de World Series of Poker te winnen. In 2005 schreef hij een autobiografie met de titel Moneymaker: How an Amateur Poker Player Turned $40 into $2.5 Million at the World Series of Poker.
Hij won het Main Event van de WSOP door zich te kwalificeren op PokerStars via een satelliet-toernooi met een inleg van $ 39,- en werd zo winnaar van $ 2,5 miljoen. Hij speelt online onder het pseudoniem 'Money800'. In 2019 werd hij toegevoegd aan de Poker Hall of Fame.
Moneymaker verdiende tot en met mei 2021 meer dan $3.900.000,- in pokertoernooien (cashgames niet meegerekend).

## Het Moneymaker-effect
Op het moment dat Moneymaker het Main Event op de World Series of Poker won, was hij nog geen professioneel pokerspeler en zat het poker als geheel in een dip. De overwinning van Moneymaker als 'gewone man', versterkt door het feit dat hij zich voor een relatief klein bedrag kwalificeerde voor het Main Event, werd breed in de media uitgemeten en leidde tot een sterke toename in het aantal online pokerspelers. Deze plotselinge toegenomen interesse in het poker wordt het Moneymaker-effect genoemd.

## World Series of Poker bracelets
| Jaar | Toernooi                                    | Prijs      |
| ---- | ------------------------------------------- | ---------- |
| 2003 | $10.000 No Limit Hold'em World Championship | $2.500.000 |